# CISA
Centrul Interdisciplinar de Studii Arheoistorice (acronim, CISA) este un organism de cercetare arheologică și istorică din cadrul Facultății de Istorie a Universității Alexandru Ioan Cuza din Iași.

## Descriere
Funcționarea Centrului Interdisciplinar de Studii Arheoistorice a fost acreditată în 2001, el fiind un organism de cercetare întemeiat pe nucleul Catedrei de Istorie Veche și Arheologie, axat pe colaborarea pluridisciplinară în domeniul istoriei antice și arheologiei, cu profesori de la alte facultați și cu cercetatori de la diverse instituții din țară și de peste hotare. Structura este condusă de către profesorul universitar doctor Nicolae Ursulescu. 
Catedra întreține relații cu instituții similare internaționale. Prin acorduri bilaterale si prin Programul Socrates s-au efectuat schimburi reciproce de profesori si studenti cu universitatile din Bari, Perugia, Paris, Angers, Liège, Louvain, Konstanz, Freiburg, Marburg, Köln, Atena, Salonic, Chișinău. Împreună cu Departamentul de Studii Clasice și Crestine și cu Departamentul de Științe ale Antichității de la Universitatea din Bari, CISA organizează un colocviu bienal de studii româno-italiene "Romanitatea orientala si sudul Italiei din Antichitate pâna în Evul Mediu: paralele istorice si culturale". O altă sesiune științifică, Moldavia Antiqua, are loc cu participarea profesorilor de la catedrele de specialitate de la Chișinau si Iași.
Pentru valorificarea rezultatelor cercetarii, Catedra editeaza si o revista proprie, Studia Antiqua et Archaeologica, ajunsă la vol. al XI-lea. Revista poate fi accesată gratis de pe saitul catedrei.